# Jaume Vives i Sobrino
Jaume Vives i Sobrino (Badalona, 1953- ídem, 13 d'agost de 2009) va ser un polític català, membre d'Esquerra Republicana de Catalunya. Fou l'artífex de l'elecció de Badalona com a capital de la cultura catalana l'any 2010.
Casat, agent comercial en la seva joventut, especialitzat en la comercialització i distribució de productes siderúrgics. Va tenir una gran implicació en l'àmbit de la cultura a la seva ciutat. Fou membre fundador dels Consells Populars de Cultura Catalana a Badalona, de la colla dels Castellers de Badalona, de l'Associació Festa Nacional dels Països Catalans, dels Amics de la Música de Badalona i del Cor de Marina.
La seva activitat política s'inicià al Reagrupament Socialista i Democràtic de Catalunya, del qual fou membre del consell nacional entre 1976 i 1978. Militant d'Esquerra Republicana de Catalunya des 1983, fou president de la secció local de Badalona entre 1996 i 1997. El 1995 i el 1999 fou candidat a les eleccions autonòmiques. Fou cap de llista del partit a les eleccions municipals de Badalona el 2003 i el 2007, fou un dels primers regidors d'aquesta formació en entrar a l'Ajuntament de Badalona des de la restauració de la democràcia, i també el primer a formar part del govern local. Entre 2003 i 2007 fou quart tinent d'alcalde i regidor de Drets Civils, Convivència i Defensa del Consumidor. Entre 2007 i 2009 tornà a formar part del govern com a regidor de cultura, mantenint la tinença d'alcaldia. També va ser president del Centre de Normalització Lingüística de Badalona i Sant Adrià.
També va exercir càrrecs a la Diputació de Barcelona. Va ser diputat adjunt a l'Àrea de Promoció Econòmica i Ocupació entre 2003 i 2004, diputat delegat de comerç entre 2004 i 2007, i vicepresident executiu de la xarxa de mercats municipals entre 2005 i 2007. Des de 2007 fins a la seva mort fou el vicepresident tercer de la institució.
Vives va morir el 13 d'agost de 2009 a l'Hospital Germans Trias i Pujol després d'una llarga malaltia, als 56 anys. El 30 de gener de 2010 l'Organització Capital de la Cultura Catalana va atorgar a Vives a títol pòstum la Medalla d'Or, pel seu destacat paper a l'hora de buscar incansablement el suport i les complicitats institucionals i ciutadanes per fer possible que Badalona esdevingués capital de la cultura catalana l'any 2010.